# کلاته نوبهار
کلاته نوبهار، روستایی است از توابع بخش شامکان و در شهرستان ششتمد استان خراسان رضوی ایران.

## جمعیت
این روستا در دهستان شامکان قرار داشته و بر اساس سرشماری سال ۱۳۸۵ جمعیت آن ۷۷۹ نفر (۱۹۸ خانوار)
بوده‌است.